# Campylospermum striatum
Campylospermum striatum är en tvåhjärtbladig växtart som först beskrevs av Van Tiegh., och fick sitt nu gällande namn av M.C.E.Amaral. Campylospermum striatum ingår i släktet Campylospermum och familjen Ochnaceae. Inga underarter finns listade i Catalogue of Life.